# 16080 Danielfeng
16080 Danielfeng è un asteroide della fascia principale. Scoperto nel 1999, presenta un'orbita caratterizzata da un semiasse maggiore pari a 2,6701768 au e da un'eccentricità di 0,1075888, inclinata di 5,54248° rispetto all'eclittica.